# تقشير (طب)
في الطب، التقشير (بالإنجليزية: Decortication)‏ هي عملية طبية تتضمن إزالة جراحية لطبقة سطح أو غشاء أو غلاف ليفي من عضو ما. تجرى هذه العملية عندما تكون الرئة مغطاة بطبقة سميكة من الجنبة الحشوية غير المرنة التي تمنع الرئة من التوسع، كما يمكن استخدامه في علاج التهاب الحنجرة المزمن.

## العمليات
يتم إجراء التقشير تحت التخدير العام، وهي من العمليات الكبرى للصدر التي تحتاج بضعا كاملا للصدر. حاليا يمكن إجراء هذه العملية بواسطة تنظير الصدر، حيث تزال كل الأنسجة الليفية من عشاء الجنبة الحشوية والقيح ينزح بعد ذلك من تجويف الجنبة.